# Novatek
Novatek («НОВАТЭК») er en russisk producent af naturgas med hovedkvarter i Tarko-Sale, Jamalo-Nenetskij autonome okrug. Det er Ruslands næststørste producent af naturgas. Virksomheden var oprindeligt kendt som OAO FIK Novafininvest.